# 2000 en gymnastique
| Années de la gymnastique : 1997 - 1998 - 1999 - 2000 - 2001 - 2002 - 2003    |
| Décennies de la gymnastique : 1970 - 1980 - 1990 - 2000 - 2010 - 2020 - 2030 |

Les faits marquants de l'année 2000 en gymnastique